# اضطراب جزئي
الاضطراب الجزئي هو شكل من أشكال الاضطراب الذي يتغير خلال مقاييس صغيرة من المسافة. (الاضطراب الواسع النطاق يسمى الاضطراب الكلي.)

## النجوم
في علم الفلك الاضطراب الجزئي هو أحد الآليات العديدة التي يمكن أن تسبب اتّساع خطوط الامتصاص في الطيف النجمي. ويتفاوت الاضطراب الجزئي النجمى مع درجة الحرارة الفعالة والجاذبية السطحية.
ويتم تعريف السرعة المضطربة الجزئية كمكون غير حراري على نطاق صغير- لسرعة الغاز في منطقة تشكيل الخط الطيفي.
ويعتقد أن الحمل هو الآلية المسؤولة عن مجال السرعة المضطربة المرصودة، سواء في نجوم الكتلة المنخفضة والنجوم الضخمة. عند فحصها بواسطة مطياف بصري، وسرعة الغاز الحملي على طول خط البصر تنتج تأثير دوبلر في نطاقات الامتصاص.هو توزع هذه السرعات على طول خط البصر التي تنتج الاضطراب الجزئي الذي يسبب اتّساع خطوط الامتصاص في النجوم المنخفضة الكتلة التي لديها مغلفات حمل .في النجوم الضخمة يمكن أن يكون الحمل موجود فقط في مناطق صغيرة تحت السطح. يمكن لمناطق الحمل الحراري هذه أن تثير الاضطراب على سطح النجم من خلال انبعاث الموجات الصوتية والجاذبية. ويمكن تحديد قوة الاضطراب الجزئي (الذي يرمز إليه ξ, بوحدات كم ث−1) عن طريق مقارنة اتساع الخطوط القوية مقابل الخطوط الضعيفة.